# Фруктозамин
Фруктозамины - продукты неферментативной конденсации глюкозы с аминами - в том числе со свободными аминогруппами аминокислот, входящих в состав белков. 
На первой стадии реакции происходит конденсация амина с альдегидной группой ациклической формы глюкозы с образованием основания Шиффа (альдимина):
R-CH(OH)CHO + R'NH2 {\displaystyle \to } R-CH(OH)CH=NR' + H2O
после чего альдимин претерпевает перегруппировку Амадори с образованием N-замещённого α-аминокетона - фруктозамина:
R-CH(OH)CH=NR' {\displaystyle \to } R-COCH2NHR'
Метаболическая деградация фруктозаминов происходит с участием фруктозамин-3-киназ, которые катализируют фосфорилирование фруктозаминов по положению 3 с образованием фруктозамин-3-фосфатов, которые далее расщепляются с образованием исходного амина и 3-дезоксиглюкозона.
Фруктозамины, образующиеся при реакции глюкозы с белками крови, преимущественно с альбумином, называются Гликированными Белками Сыворотки Крови, и используются для оценки усредненного значения сахара крови и контроля диабета наряду с гликированным гемоглобином. В отличие от гликогемоглобина, позволяющего оценить уровень сахара за 3-4 месяца, анализ фруктозамина даёт информацию об уровне за 1-3 недели.